# 藍住町立藍住北小学校
藍住町立藍住北小学校（あいずみちょうりつ あいずみきたしょうがっこう）は、徳島県板野郡藍住町住吉字乾にある公立小学校。

## 概要
生徒は藍住町立藍住東中学校へと進学する。

### 基礎データ
最寄駅
- JR高徳線勝瑞駅

## 沿革
- 1955年 - 町村合併のため徳島県板野郡藍住町藍住北小学校と校名改称。

## 通学区域が隣接している学校
- 藍住町立藍住東小学校
- 徳島市応神小学校
- 藍住町立藍住南小学校
- 藍住町立藍住西小学校
- 鳴門市板東小学校